# 安藤輝子
安藤 輝子（あんどう てるこ、1985年10月19日 - ）は、日本のタレント。
大阪府出身。かつては、ホリプロ大阪に所属していた。

## 来歴・人物
高校時代両親と3年間をアメリカ合衆国ジョージア州コロンバスで暮らし、英会話が堪能。
大学でダンスサークルに入っていた。
全国各地区からクラシエホームプロダクツのシャンプー・コンディショナー「いち髪」のCMキャラクターを選考する「2008年「いち髪な人」」関西地区グランプリ。2009年結成のHOPCLUB内ユニット「Pixy Chick」のメンバーであり、得意のダンスに加え、サブボーカル、特に英語パートで存在感を発揮した。2010年ホリプロ大阪の再編成により、HOPCLUB並びにPixy Chickを卒業。
ホリプロ大阪を、2012年3月31日卒業した。

## 出演

### テレビ
- おしゃべりHOPCLUB（関西テレビ、2008年3月　-　）
- ノッテ・フェリーチェ〜楽しい夜のショッピング〜（関西テレビ、2009年4月　-　9月）
- 走快!自転車NAVI（スカイA sports+、2008年10月　-　2009年3月）リポーター

#### テレビCM
- いち髪（クラシエ、2008年）

### ラジオ
- ラジオマガジン プレイランド・シガ「聴きた〜い、教えて輝子」 （e-radio、2008年4月 - 2008年9月）
- アメリカ村アイドル（アメリカ村TV、2008年1月11日）[1]
- ラジオでんでんタウン（ラジオ大阪、2009年5月 - 2010年4月） - 4代目（2009年）パーソナリティ[2]

### 雑誌
- 週刊プレイボーイ（2009年2月） - 第6回ビキニ・プリンセスを探せ！ エントリー

### 舞台
- よる芝居「mrcr,ktkr. -メリクリ、キタコレ。-」（2009年12月、京橋花月）

### その他
- ガンバ大阪スタジアムMC（2009年度・2010年度）